# Littorella uniflora
Espèce
Statut de conservation UICN

 LC  : Préoccupation mineure
Statut CITES
Classification phylogénétique
Littorella uniflora, la Littorelle à une fleur ou Littorelle des étangs est une petite plante amphibie, vivace, hémicryptophyte, appartenant au genre Littorella (considéré comme ambigu).

Cette plante aquatique peut effectuer tout son cycle de vie sous l’eau, s’y reproduisant essentiellement par stolons, et parfois (en juin-juillet) en produisant des fleurs hors de l’eau. 
Cette espèce est rare à très rare (voire absente ou disparue de régions entières), protégée parce qu'en régression, et vulnérable à l'eutrophisation et aux apports d'eaux turbides amenant des argiles mises en solution.

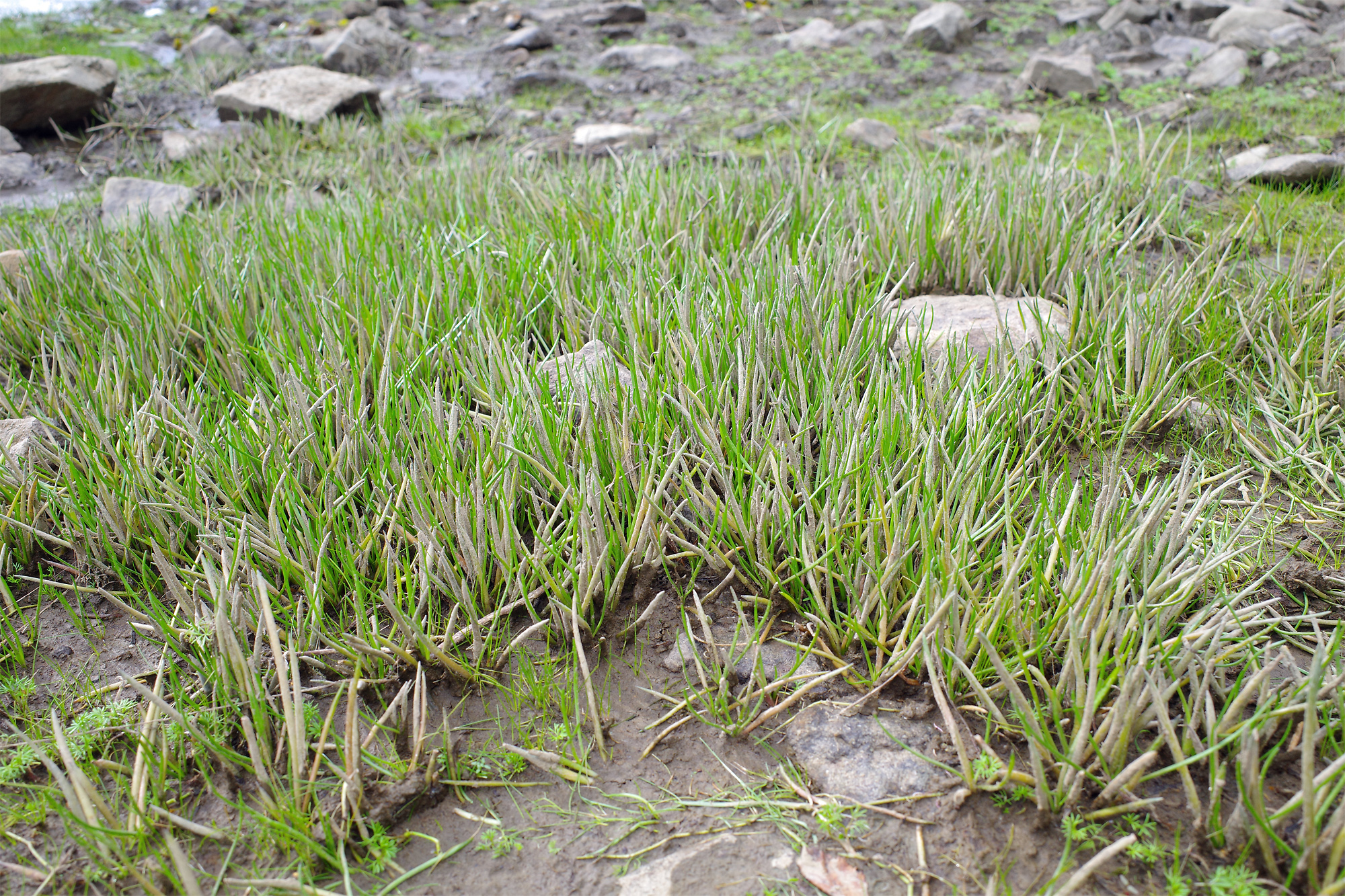
Tapis de L. uniflora en bordure d'une mare sableuse.

## Classification
- Les données de biologie moléculaire font de cette plante une proche parente du genre Plantago, faisant que la cladistique devrait permettre de la considérer comme un genre séparé de Plantago, ou non[2],[3].

- Certains auteurs l’ont considéré comme appartenant à la même espèce que sa cousine L. americana mais les données moléculaires ont confirmé qu’il s’agissait de deux espèces différentes (L. americana serait plutôt plus proche de L. australis que de L. uniflora, ce qui plaide pour la reconnaissance de trois espèces dans ce genre[4]. En outre  L. uniflora  fleurit plus souvent que ses cousines, ce qui plaide aussi pour des espèces séparées[2].
- Il semble probable que le genre soit originaire d’Europe et se soit d'abord répandu en Amérique du nord, puis en Amérique du sud, les deux événements s'étant déroulés au Pléistocène, voire ultérieurement[2].

## Synonymes
- Littorella germana Gand., 1880 (Espèce CD_NOM = 106411)
- Littorella juncea Bergius, 1768 (Espèce CD_NOM = 106412)
- Littorella lacustris L., 1771 (Espèce CD_NOM = 106413)
- Littorella longifolia Gand., 1880 (Espèce CD_NOM = 106414)
- Littorella lortetiae Gand., 1880 (Espèce CD_NOM = 106415)
- Littorella palustris Latourr., 1785 (Espèce CD_NOM = 106416)
- Littorella permixta Gand., 1880 (Espèce CD_NOM = 106417)
- Littorella tardans Gand., 1880 (Espèce CD_NOM = 106418)
- Plantago uniflora L., 1753 (Espèce CD_NOM = 113986)

## Répartition
Cette espèce est très rare en France, et disséminée (un peu moins rare dans l'ouest (Bretagne, Pays-de-la-Loire, Poitou), dans le centre (Limousin, Auvergne) et dans le centre-est (Rhône-Alpes, Franche-Comté, Bourgogne), surtout en populations denses, sans doute en raison de besoins stricts en termes d’habitat, mais elle est trouvée dans un large échantillon de climats, de l’arctique au climat méditerranéen : elle peut potentiellement être trouvée de l’Islande à la mer Noire, dont en France.
En France, selon l’INPN elle a été observée dans plus de la moitié des régions et départements métropolitains. 

## Description
Cette plante peut être discrète ou bien visible quand elle forme des gazons denses. Elle est également bien reconnaissable en fleur ou quand elle forme des tapis (évoquant un gazon) ; elle peut toutefois aussi être confondue avec des joncs ou les isoètes.
Cette petite herbacée (3 à 10 cm), amphibie, à souche stolonifère (rejets automnaux) s'enracinant aux nœuds présente des feuilles dressées, linéaires, parfois charnues, toutes à la base des tiges ; dimorphes :
- feuilles émergées : vertes, elles sont semi-cylindriques et creusées en gouttière, surtout à la base,
- feuilles immergées cylindriques et tendant vers le jaune[6].

Les fleurs sont unisexuées, très petites ;
- fleurs mâles (+/- 5 mm de long) solitaires, « portées au sommet de pédoncules filiformes plus courts que les feuilles, à 4 sépales obtus et 4 pétales blanchâtres soudés en tube, et 4 étamines à filet très long (1-2 cm) et grêle. »[6].  ;
- fleurs femelles (petites ; < 5 mm), sessiles, en groupe de 1 à 3 fleurs, situées au pied des pédoncules des fleurs mâles. Elles ont 4 sépales blanchâtres, 4 pétales soudés formant une corolle évoquant une bouteille. L’ovaire se prolonge en un style d’environ 1 cm se finissant en stigmate poilu[6].

Le fruit est un akène ovoïde, dur et mono-graine.
La floraison et la fructification se produisent en juin-juillet et uniquement lors d’un exondation.

## Biologie, écologie
Cette espèce écotoniale présente des caractéristiques physiologiques et un système photosynthétique qui lui permet de bien s'adapter à l'exondation temporaire. Son métabolisme saisonnier a fait l'objet d'études.

## Habitat
Cette espèce vit dans les eaux peu profondes d’étangs acides ou d’eaux à faible courant ou sur des sols engorgés ou marécageux, siliceux (sables à graviers, et éventuellement sur des sols tourbeux et acides), jusqu’à 500 m d’altitude. Elle supporte des eaux un peu calcaires, mais restant oligotrophes.
Très héliophile, éventuellement pionnière, pouvant former des tapis denses et régressant en cas de forte concurrence ou disparaissant durant plusieurs années pour des raisons souvent non-expliquées.

## Phytosociologie
Groupements d'hydrophytes des berges, essentiellement dans les Littorelletalia.

## Menaces et vulnérabilité
Elle est vulnérable à l'artificialisation des zones humides, à la forte régression du nombre de mares (en Europe, et en France notamment), à la surfréquentation des berges, à trop grande régulation des niveaux d’eau, aux pollutions des mares et étangs (eutrophisation, dystrophisation, désherbants…). 
Sa germination semble délicate (seulement 13% de germination réussie lors d’une étude faite en 1990) ce qui pourrait expliquer sa rareté et ses disparitions d’une année sur l’autre et plus ou moins longues dans un même site
Selon une étude récente ayant porté sur plus de 470 lacs et mares abritant encore ou ayant autrefois abrité L. uniflora, l’eutrophisation (par l’azote et le phosphore) (beaucoup plus que l’acidification) est responsable de la régression de cette espèce, qui par ailleurs apprécie les dépôts de sable éolien (apporté par le vent), mais pas les apports argileux et les contextes de conversion des terres proches en terre agricole.

## Protection
Cette plante a un statut d’espèce protégée sur tout le territoire français.